# Fläcketjärnen
Fläcketjärnen är en sjö i Tanums kommun i Bohuslän och ingår i Enningdalsälvens huvudavrinningsområde. Sjön är 4,5 meter djup, har en yta på 0,02 kvadratkilometer och är belägen 107 meter över havet.